# Делано (град, Калифорния)
Делано (на английски: Delano) е град в окръг Кърн, щата Калифорния, САЩ. Делано е с население от 53 138 жители (по приблизителна оценка от 2017 г.) и обща площ от 26,3 km². Намира се на 96 m надморска височина. ЗИП кодовете му са 93215, 93216, а телефонният му код е 661.